# Rudolf Teschauer
Rudolf Teschauer (* 23. September 1921 in Hennersdorf; † unbekannt) war ein deutscher Maurer und Volkskammerabgeordneter der SED.

## Leben
Teschauer war der Sohn eines Arbeiters. Nach dem Besuch der Grundschule und der Berufsschule nahm er 1936 eine dreijährige Lehre zum Maurer auf. Nach Ausbruch des Zweiten Weltkrieges wurde er zur deutschen Wehrmacht einberufen und geriet gegen Kriegsende in Gefangenschaft. 
1950 wurde Teschauer Maurerbrigadier im VEB Wohnungsbaukombinat Karl-Marx-Stadt. Er wohnte mit seiner Familie in Augustusburg.

## Politik
Teschauer wurde 1946 Mitglied des FDGB und trat 1959 in die SED ein und war seit dieser Zeit Leitungsmitglied der Betriebsparteiorganisation (BPO).
In der Wahlperiode von 1963 bis 1967 war er Mitglied der SED-Fraktion in der Volkskammer der DDR. Er war Mitglied des Jugendausschusses der Volkskammer.

## Auszeichnungen
- zweifacher Aktivist der sozialistischen Arbeit